# 乌苏里江
乌苏里江（转写：Usuri Ula，羅馬化：Reka Ussuri）是中华人民共和国与俄罗斯的界河。乌苏里江发源在现属俄罗斯的锡霍特山脉（内兴安岭）主峰北坡的石人沟地方，西北流向，与三道沟汇流后，改为东北流向，曲曲弯弯穿过山和草原，至抚远三角洲下端与黑龙江汇流，全长905公里，流域面积共有187,000余平方公里。乌苏里江鱼产丰富，而且因江面宽阔，水流平稳，便于航运，也是消夏避暑、江畔垂钓、旅游观光的胜地。

## 名称
名称来源于满语，一说意为“水裏的江”或“东方日出之江”，一说意为“天王”，一说有“顺流而下”的意义，一说是“下游”的意思，一说是“黑如烟灰”，又作「烏子江」和「戊子江」。唐称“安居骨水”，金称“阿里门河”，元称“忽吕古江”，明称“阿速江”和“速里河”。
在珍宝岛自卫反击战前，在俄境内的上游部分有不同的名称；1972年起，蘇聯當局为了消除满洲及中国的影响，苏联当局大规模篡改远东地区的地名。阿尔希波夫卡村上游称杨木沟子（俄语：Река Янмутьхо́уза），丘古耶夫卡区境内称三道沟（俄语：Река Сандаго́у），到刀兵河口以上的部分称乌拉河（俄语：Река Улахе́）。

## 地理

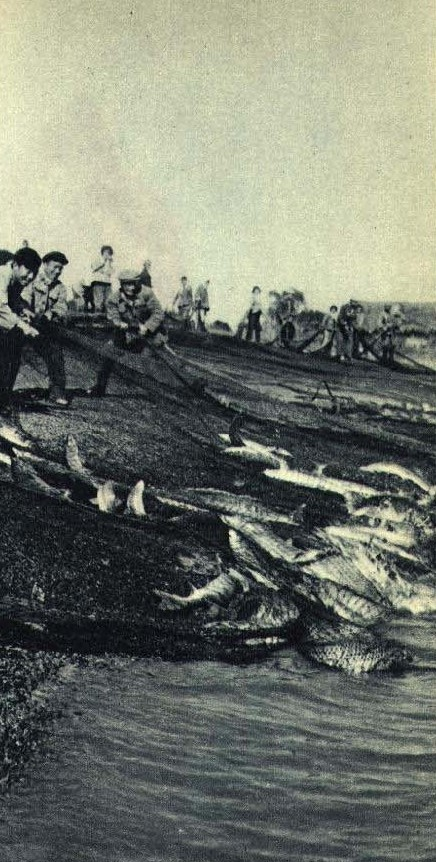
1962年 乌苏里江上捕鱼

乌苏里江起源于奥莉加区境内内兴安岭的雪山，总体上河穿行在平坦的地面上，河道蜿蜒，经常分叉，河中多岛屿，中游穿过蓝岭处形成陡峭的岩岸。在卡扎克维切沃村附近汇入黑龙江的卡扎克维切夫水道，水道在伯力市区西岸汇入黑龙江主航道。松阿察河起源于兴凯湖，在左岸注入乌苏里江，将兴凯湖的水排入乌苏里江。河道中最大的岛是库图佐夫岛。
水源的60%来自降雨，30%-35%来自融雪，还有一部分来源于地下水。3月到8月水位高，由融雪和洪水造成。流量上下游差异大，在上游143立方米每秒，中游230立方米每秒，在下游距河口147公里处是1150立方米每秒；最大值上，中游10300立方米每秒，下游10520立方米每秒，河水经常溢出堤岸。11月上冻，4月化冻。
左主要支流有刀兵河、德拉古奇纳河、松阿察河、穆棱河和挠力河；右主要支流有茹拉夫廖夫卡河、大烏蘇爾卡河、比金河、小清河、比拉河、波德霍廖諾克河、霍尔河、基亚河、奇尔基河和卡巴尔加河。其他支流还有伊茲維林卡河、额衣虎河（二道沟）、法尔图河（大把河子）、卡缅卡河和帕夫洛夫卡河。

## 历史

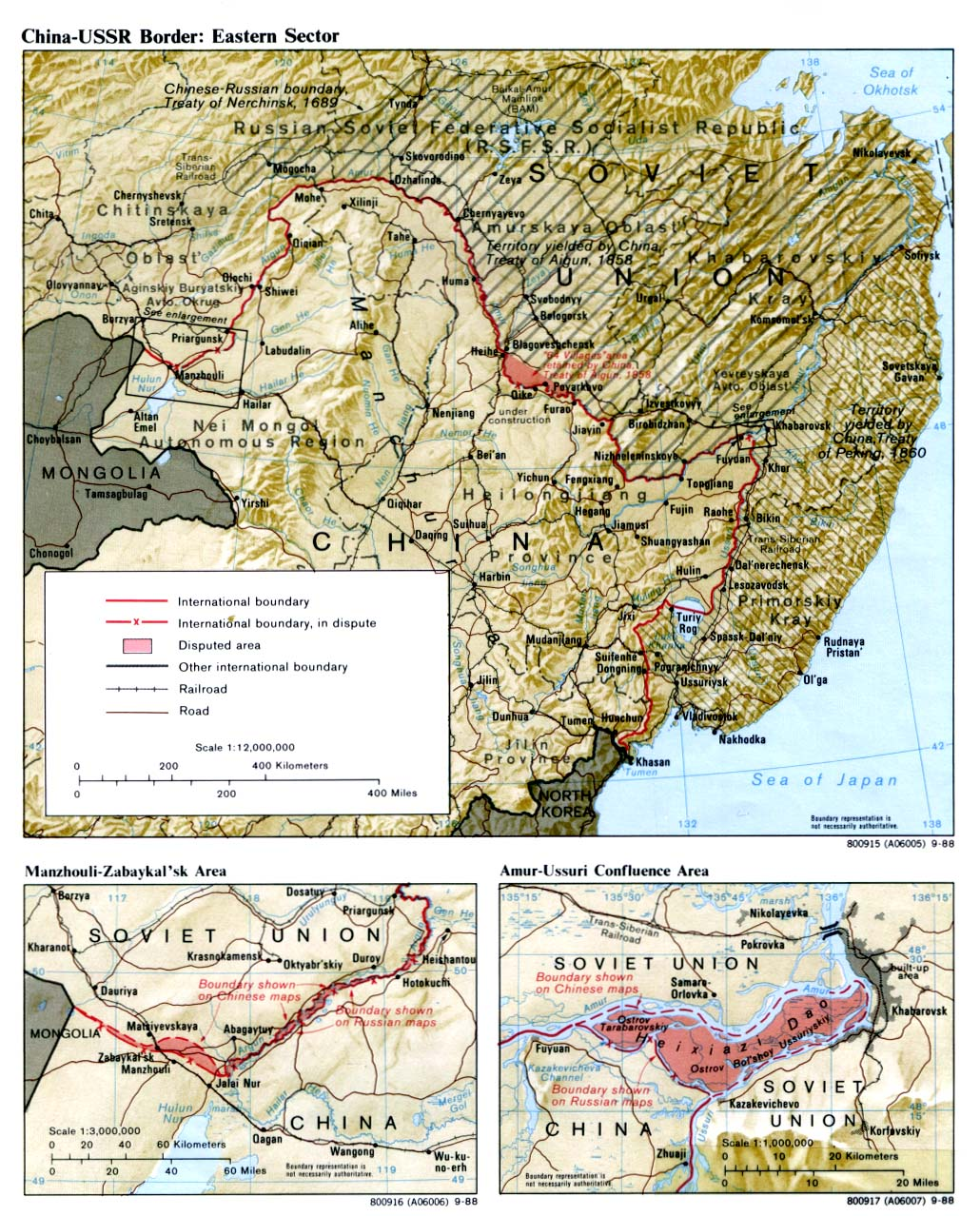
1858年和1860年割讓的土地

早在五千年前，这里便是古民族肃慎人居住的地方，到了公元前二世纪至公元四世纪，肃慎改称挹娄。三世纪八十年代北魏拓跋圭，挹娄又勿吉。六世纪至九世纪的唐朝及五代时期，勿吉又靺鞨，乌苏里江流域，分别为粟末靺鞨和黑水靺鞨所管领，一度权渤海国的属地。宋、辽、金时，勿吉又形成女真族。元朝在乌苏里江沿岸建立水达达路和阿速骨儿千户所。明朝在今虎头对岸建有亦麻河卫，在今虎林县城一带建有失里绵卫，在今饶河县马架子林场以北建失儿兀赤卫；大楞以东建穆噜河卫，在今抚远县境江东岸建有阿万卫、伏里其卫和喜申卫等。清朝初，乌苏里江一带地方，初归宁古塔副都统领属。雍正以后，改归三姓副都统管领。直至光绪末年宣统年间，这一带才分别建立了府、州、县、厅等行政机构。
原先整个乌苏里江是中国内河。俄罗斯不断侵犯满洲地区，1655年，第一个俄罗斯人奥努弗里·斯捷潘诺夫率船队顺乌苏里江逆流而上。1858年尼古拉·尼古拉耶维奇·穆拉维约夫-阿穆尔斯基恐吓黑龙江将军奕山签署《璦琿條約》割烏蘇里江以東至海之地歸俄國遠東聯邦管區所屬，1860年满清中央政府在《中俄北京條約》確認瑷珲条约的内容。1969年，苏联侵犯珍宝岛，发生了珍宝岛自卫反击战，导致中苏关系恶化。